# Liste der Hamburg-1-Sendungen

Logo von Hamburg 1

Die Liste der Hamburg-1-Sendungen enthält eine unvollständige Aufzählung aller Sendungen und Serien, die bei Hamburg 1 ausgestrahlt werden bzw. wurden. Das genaue Programmschema von Hamburg 1 kann auf der Website des Senders eingesehen werden.

## Aktuell ausgestrahlte Sendungen

### Allgemeine Sendungen
- „Frühcafé“

Das lokale Frühstücksfernsehen wird montags bis freitags von 5:00 Uhr bis 9:00 Uhr ausgestrahlt. Neben Nachrichten, Wettervorhersage, Verkehrsservice (mit Live-Kameras an vielen Ein- und Ausfallstraßen) werden lokale Beiträge (zum Teil Wiederholungen des Vortagsprogrammes), Service-Informationen und Gespräche, die mehrmals am Morgen wiederholt werden, gesendet. Moderiert wird die Sendung von Marco Ostwald.
- „Hamburg 1 Aktuell“

Die Nachrichtensendung wird ab 17:00 Uhr halbstündlich ausgestrahlt. Moderation: Lisa Reimnitz, Ute Hinrichs, Monika Zöllner
- „Nachgefragt“

Zum Thema des Tages werden hier Prominente aus Wirtschaft und Politik oder Entscheidungsträger durch Herbert Schalthoff befragt.
- „Rasant“

Sportmagazin, montags um 20:15 Uhr, moderiert von Uli Pingel und Nico Pommerenke
- „Schalthoff live“

Politische Talkshow, dienstags um 20:15 Uhr, moderiert von Herbert Schalthoff.
- Menschen Marken Medien

Die Hamburg 1 Expertenrunde mit Peter Heinlein
- „Tischgespräch“

Susan Stahnke im Gespräch mit Prominenten
- „Erfolge bevorzugt“ – Talkshow

Mit Gästen werden die vier Lebensbereiche Beruf, Beziehung, Finanzen und Vitalität beleuchtet – moderiert von Martina Hautau
- „Betrifft Hamburg“ – Talk über Hamburgs Zukunft
- „Blaulicht“ – Polizeimagazin
- „Carport“ – Automagazin
- „Dauerwerbesendung“ – Informationen über die Werbe- und Medienszene
- „Eisfieber“ – Magazin über die Eishockeymannschaft Hamburg Freezers
- „Ellermanns Hitparade“ – Musiksendung

- „Hamburg 1 Lounge“ – Club und Musikszene Hamburg
- „Hockey Magazin“ – Rund um den Hamburger Hockeysport
- „Kuno's“ – Musikmagazin für Eingefleischte mit Oldies, Jazz, Blues, Pop und Rock
- „Kino News TV“ – Kinomagazin
- „Hamburg Maritim“ – Das Magazin rund um Schifffahrt und Hafen
- „Mensch Wirtschaft!“ – Gastgeber Prof. Heinz Lohmann im Gespräch mit Unternehmern
- „Oriental Night“ – Das erste deutsch-türkische Lifestylemagazin im deutschen Fernsehen mit Bedo (teilweise einzelne Beiträge und Interviews auf Türkisch)
- „Push Urban Sounds“ – Musikmagazin
- „Unterwegs in Hamburg“ – Reportage

### Business TV
In der Rubrik werden Sendungen in Koproduktion mit Hamburger Unternehmen produziert. Es stellt somit eine Art Werbesendung beziehungsweise Öffentlichkeitsarbeit dar, die jedoch mit einer höheren journalistischen Qualität aufwarten können und dem Zuschauer Informationen auch über Themen bieten, in die die präsentierenden Unternehmen nicht unmittelbar hineinwirken.
Die Business-TV-Sendungen sind zurzeit:
- „Hochbahn Magazin“ (Hamburger Hochbahn AG)
- „VIGO TV“ (ehemals „AOK TV“)
- „Wir in Hamburg“ (SAGA)
- „Gesundheitsmetropole Hamburg“ (Asklepios Kliniken Hamburg)
- „Hamburg 1 on Tour“ (Tourismusunternehmen).

Business-TV-Sendungen werden in der Regel von Montag bis Freitag um 17:45 Uhr, 18:45 Uhr und 19:45 Uhr gesendet und häufig wiederholt.
Diese neue Form der Berichterstattung ist eine der Ursachen dafür, dass Hamburg 1 der erste profitabel arbeitende Lokal-TV-Sender ist.

## Aktuell nicht ausgestrahlte Sendungen

### Allgemeine Sendungen
- „Dieter live“ – Nachmittagsunterhaltung
- „Noé Astro TV“ – Astrologiesendung
- „Alla Grande – Neulich bei Sandro“ – Prominente kochen
- „Astro Live“ – Astrologiesendung
- „Hamburger Salon“ – Gesellschafts-Talk
- „Jeannie-X“ – Lifestylemagazin
- „Party Patrol“ – Szenemagazin
- „Persönlich“ – Prominente im Gespräch
- „RTL Shop“ – Homeshopping
- „Hamburger Presserunde“  Hamburger Journalisten diskutieren über die Themen der Woche, sonntags 21:45 Uhr, moderiert von Karl Günther Barth.

### Business-TV
Zu den ehemaligen Business TV-Sendungen zählen:
- „Airport TV“ – Rund um den Hamburger Flughafen
- „Badezeit“ (Bäderland Hamburg GmbH)
- „Energie-Welten“ (Vattenfall)
- „Haspa Finanztipp“
- „Erlebniswelt Shopping“ (Hamburger Einkaufszentren)
- „Marktplatz Alsterdorf“ (Stiftung Alsterdorf)